# Rudnia (rejon rudniański)
Rudnia (ros. Рудня) – miasto w zachodniej Rosji, centrum administracyjne osiedla miejskiego Rudnianskoje i stolica rejonu rudniańskiego w obwodzie smoleńskim.

## Geografia
Miejscowość położona jest nad rzeką Małaja Bieriezina, 8,5 km od granicy z Białorusią, przy drodze federalnej R120 (Orzeł – Briańsk – Smoleńsk – granica z Białorusią), 64,5 km od Smoleńska. W mieście znajduje się stacja kolejowa Rudnia linii Smoleńsk – Witebsk.

## Demografia
W 2020 r. miejscowość zamieszkiwało 9463 osób.

## Historia
Po raz pierwszy miejscowość jest wzmiankowana w 1363 pod nazwą Rodnia. Od końca XIV wieku w granicach Wielkiego Księstwa Litewskiego, połączonego unią z Polską. Administracyjnie Rudnia przynależała do województwa witebskiego. Na skutek I rozbioru Polski w 1772 roku weszła w skład Imperium Rosyjskiego.
W 1926 Rudnia otrzymała prawa miejskie.
W czasie II wojny światowej od 14 lipca 1941 roku miasto było okupowane przez hitlerowców. Tego dnia nastąpiło pierwsze bojowe użycie Katiuszy (artyleria rakietowa Iwana Andriejewicza Florowa), czego upamiętnieniem jest jej pomnik w Rudni. Wyzwolenie nastąpiło w 29 września 1943 roku siłami wojsk Frontu Kalinińskiego (39. i 43. armia).